# アンナ・マリーア・ドルレアンス
アンナ・マリーア・ドルレアンス（Anna Maria d'Orléans, 1669年8月27日 - 1728年8月26日）は、サヴォイア公、のちサルデーニャ王となるヴィットーリオ・アメデーオ2世の妃。フランス語名アンヌ・マリー・ドルレアン（Anne Marie d'Orléans）。

## 生涯
フランス王ルイ14世の弟であるオルレアン公フィリップ1世と、最初の妃アンリエット（イングランド王チャールズ1世の末娘）の次女として、サン・クルー城で生まれた。1684年4月10日、ヴェルサイユで又従兄のヴィットーリオ・アメデーオと結婚した。2人の間には6子が生まれた。
- マリーア・アデライデ（1685年 - 1712年） - フランス王太子ルイ妃、ルイ15世の母。
- マリーア・アンナ（1687年 - 1690年）
- マリーア・ルイーザ（1688年 - 1714年） - スペイン王フェリペ5世の最初の妃。ルイス1世、フェルナンド6世の母。
- ヴィットーリオ・アメデーオ（1699年 - 1715年） - ピエモンテ公
- カルロ・エマヌエーレ3世（1701年 - 1773年） - サヴォイア公、サルデーニャ王
- エマヌエーレ・フィリベルト（1705年、夭折）

アンナ・マリーアは、夫に先立ってトリノで1728年に亡くなった。　

## ジャコバイトの継承問題
アンナ・マリーアの死後約80年を経た1807年、枢機卿ヘンリー・ベネディクト・ステュアートが死んだ。この人物はアンナ・マリーアの叔父ジェームズ2世の男系最後の子孫だった。ジャコバイトたちは、チャールズ1世の子孫で最も年長の者を、イングランドとスコットランドの正当な王位継承者とすることにした。当時この条件に最も当てはまったのは、アンナ・マリーアとヴィットーリオ・アメデーオ2世の曾孫、サルデーニャ王カルロ・エマヌエーレ4世だった。以後、アンナ・マリーアの子孫がジャコバイトの認める王位継承者となった。

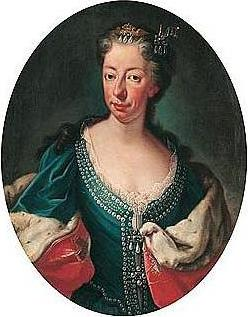
サヴォイア公妃アンナ・マリーア

| アンナ・マリーア・ドルレアンス オルレアン家 1669年8月27日 - 1728年8月26日               |                                                |                                                                                         |
| イタリア王室                                                                            |                                                |                                                                                         |
| 先代 マリア・ルイーザ・ディ・サヴォイア                                                 | シチリア王妃 1713年9月22日 – 1720年2月17日     | 次代 エリーザベト・クリスティーネ・フォン・ブラウンシュヴァイク＝ヴォルフェンビュッテル |
| 先代 エリーザベト・クリスティーネ・フォン・ブラウンシュヴァイク＝ヴォルフェンビュッテル | サルデーニャ王妃 1720年2月17日 – 1728年8月26日 | 次代 ポリッセナ・ダッシア＝ローテンブルグ                                               |